# 바이올린 로망스 1번 (베토벤)
《바이올린과 관현악을 위한 로망스 1번 사장조 작품번호 40》은 루트비히 판 베토벤의 바이올린과 관현악을 위한 작품으로, 짝을 이루는 두 개의 작품 중 첫 번째 작품이다. 간단히 "바이올린 로망스 1번", 혹은 "로망스 1번"이라고도 한다. 다른 하나는 《로망스 2번 바장조 작품번호 50》이다. 로망스 1번은 로망스 2번이 1798년 쓰여지고 1805년까지 출판되지 않고 있는 사이 작곡되고 출판되었다. 대략 1802년 작곡되고 1803년 출판되었다. 카를 닐센, 막스 브루흐, 안토닌 드보르자크 등은 베토벤의 바이올린 로망스에서 영감을 얻어 새로운 음악 장르를 설립, 공헌을 했다.

## 개요
두 개의 로망스, 작품 번호 40 및 50은 다른 성격을 갖고 있지만 자매와도 같은 관계로, 베토벤이 바이올린 협주곡 라장조, 작품 번호 61 외에 바이올린과 관현악를 위해 작곡한 유일한 패키지 작품이다. 로망스, 작품 번호 50은 베토벤의 작품들 중 바이올린을 위한 최초의 작품 중 하나볼 수 있는데, 작곡 시기는 1797-8년에 작곡된 바이올린과 피아노를 위한 세 개의 소나타, 작품 번호 12와 거의 비슷하지만 정확한 날짜는 알 수 없고 헌정자도 없으며 스케치도 발견되지 않았다. 거의 존재하지 않는 이 작품의 관련 문헌을 통해서 학자들은 두 개의 로망스를 한 때 더 큰 작품을 위한 느린 악장이나 바이올린 협주곡 라장조, 작품 번호 61의 준비 연습으로 인식했다. 하지만 어떤 학자들은 이러한 기존 이론을 반박하고 두 작품을 베토벤의 전체 작품에서 돋보일 뿐만 아니라 출판까지 이어지는 기악 로망스 장르의 모든 작품 중에서 돋보이는 독특한 작품으로 옹호하기도 한다. 의도적으로 고안된 독립적인 느린 작업으로 새로운 정체성을 가지고 등장한 패키지 작품이었으며, 따라서 베토벤은 낭만주의 시대에 번창할 새로운 형태의 기악 로망스 장르를 개척한 것으로 인정받을 수 있다.
바이올린 레퍼토리에서 가장 사랑받는 작품으로서 200년 이상 지속되어 온 로망스는 베토벤의 작품 중 가장 자주 공연되는 작품 중 하나이지만, 살아남은 서신에는 사실상 작품에 관한 그의 언급이 존재하지 않으며 관련 문헌에서는 지나가는 말들로만 언급되고 있다. 로망스는 유쾌하고 매력적인 작품으로 널리 알려져 있으며 가장 매력적인 패키지로 고전적인 정신을 구현한다. 형식적인 명확성과 결합된 서정적 성격은 사랑과 완벽한 균형을 전달한다. 그러나 작품의 기원은 미스터리에 가려져 있다. "정확한 작곡 날짜는 언제입니까?" "누구를 위한 것이었습니까?" "베토벤이 로망스를 쓰도록 동기를 부여하고 영감을 준 것은 무엇입니까?" ... 이러한 질문들에 대하여 어느 누구도 헌신적인 태도를 보이지 못하며 "정확히 알 수 없습니다."라고만 언급되어 있다.
작품 번호 40은 출판 시기가 작품 번호 50보다 2년 빠른 1803년이지만, 작곡 완료 시기는 작품 번호 50보다 4년 늦은 1802년이다. 출판물에 관해서는, 이미 1802년 10월 베토벤의 형제이자 대리인인 카스파가 라이프치히의 브라이트코프 운트 헤르텔 사에 악보 구입을 제안했지만, 이 첫 번째 로망스는 1803년 12월 라이프치히의 호프마이스터 ＆ 퀴흐넬를 통해 출판되었고, 그것은 처음에는 자주 연주되지 않았지만 곧 확산된 편곡판(바이올린과 피아노 용 포함)에서 놀라운 인기를 얻기 시작했다. 아마도 이 로망스의 첫 번째 바이올린과 관현악을 위한 공연은 1826년 5월 11일 빈의 아우가르텐 궁전에서 바이올리니스트 이그나츠 슈판치히의 독주로 로망스 2번과 함께 연주되었을 것으로 여겨진다.

## 악기 편성
- 독주의 바이올린

- 목관악기 ː 플루트, 두 개의 오보에, 두 개의 바순
- 금관악기 ː 두 개의 호른 (G관)
- 현악 5부 ː 제1바이올린, 제2바이올린, 비올라, 첼로, 더블베이스

## 악장 구성
사장조, 아다지오 칸타빌레, 4/4 박자, 연주 시간은 대략 8분 정도 소요된다.
약기의 H-G, C-Fis의 각 화음으로 시작된다. D 장조 · e 단조의 선율적 부분을 사이에 두고, 전아한 론도가 반복된다. 조성의 선정은 바이올린의 특성을 배려하고 있다. 중음 주법이 많은 점 때문에 바이올린과 피아노를 위한 이중주로도 종종 편곡되어 연주된다.

## 같이 보기
- 바이올린 로망스 1번
- 로망스